# Сант-Анджело-а-Куполо
Сант-Анджело-а-Куполо (итал. Sant'Angelo a Cupolo) — коммуна в Италии, располагается в регионе Кампания, в провинции Беневенто.
Население составляет 4305 человек (2008 г.), плотность населения составляет 394 чел./км². Занимает площадь 11 км². Почтовый индекс — 82010. Телефонный код — 0824.
Покровителем коммуны почитается святой архангел Михаил, празднование 8 мая.

## Демография
Динамика населения:

## Администрация коммуны
- Официальный сайт: http://www.comune.santangeloacupolo.bn.it